# Греку Фіра
Фіра (Есфір) Львівна Греку (уроджена Брик; 1919, Константинополь, нині Стамбул, Туреччина — 21 липня 1992, Кишинів, Молдова) — радянська молдавська живописець і кераміст. Дружина художника М. Г. Греку.

## Біографія
Народилася в 1919 році в Константинополі. Навчалася у французькій гімназії в Кишиневі.
В середині 1930-х років родина Брик поїхала в Бухарест, де Фіра продовжила вчитися в румунській гімназії, а потім вступила до Академії мистецтв на факультет живопису (де познайомилася з чоловіком). Друга світова війна перервала її навчання і вона повернулася в Бессарабію, а з початком Великої Вітчизняної війни, в 1941 році, евакуювалася. Поневірялася біженцем по степах Північного Кавказу, рятуючись від наступаючих німецьких військ, і дісталася до Казахстану.
Після закінчення війни повернулася до Кишинева, відновилася в Художньому училищі. Кераміка була її пристрастю. Греку подорожувала по селах, збираючи матеріал для альбому про народне селянське мистецтво, працювала в сільських гончарних: тоді в Кишиневі не було ще умов для виробництва кераміки. З 1963 року стала їздити на творчу базу в Дзінтарі, де працювала в групах художників з різних регіонів Радянського Союзу. У Прибалтиці вона створила кращі керамічні речі, які увійшли в колекцію Національного художнього музею Молдови.
У 1958 році була консультантом документального фільму «Балада майстрів» про молдавські народні промисли. У 1969 році вона створювала костюми для вистав у театрі «Лучаферул» (режисер С. Шкуря, художник М. Греку).
У 1971 році брала участь у Міжнародному симпозіумі по кераміці в Вільнюсі, де її робота «Декоративні молдавські колонки» була відзначена журналістами та художньою критикою. Входила в керівництво декоративно-прикладної секції Спілки художників Молдавії, її запрошували для оформлення великих виставок — в тому числі і в Москві (в 1968 році в залах Манежу).
Померла в 1992 році в Кишиневі. Виставка робіт Е. Греку відбулась в кишинівській галереї імені Костянтина Бринкуша в листопаді 2011 року.

## Родина
Дочка — Тамара Михайлівна Греку-Пейчева (нар. 1944) — молдавська художниця і мистецтвознавець.
Зять — Дмитро Петрович Пейчев (нар.1943) — молдавський художник і болгарський поет.

## Цікавий факт
Чоловік називав Фіру Львівну «Фірічелла» (рум. Firicel — ниточка, крупинка).
Невелике есе про «Фірічелла»:  [Архівовано 7 вересня 2019 у Wayback Machine.]

## Альбоми
- Esfira Grecu: ceramic, costume, acuarele (Есфір Греку: кераміка, костюми, акварелі). Кишинів: Elan Poligraf, 2011 року.